# Plaza de la Encarnación (Sevilla)
La plaza de la Encarnación es una plaza de la ciudad española de Sevilla, es un espacio abierto y ajardinado, de grandes dimensiones y planta rectangular ubicado cerca del barrio Alfalfa en el distrito Casco Antiguo.

## Historia
La plaza es producto de las modificaciones urbanísticas llevadas en la zona desde el siglo XVI hasta nuestros días. Debe su nombre al desaparecido convento de la Encarnación, de la Orden de San Agustín, cuyo edificio ocupaba parte de la plaza.
Desde el año 1580 se menciona la plaza de Regina, que abarcaba parte del lado norte de la actual, mientras que en lado sur se ubicaba la plaza de don Pedro Ponce. Aquí tuvieron sus casas principales los duques de Medinaceli, los marqueses de Ayamonte y una de las ramas de los Ortiz de Zúñiga.

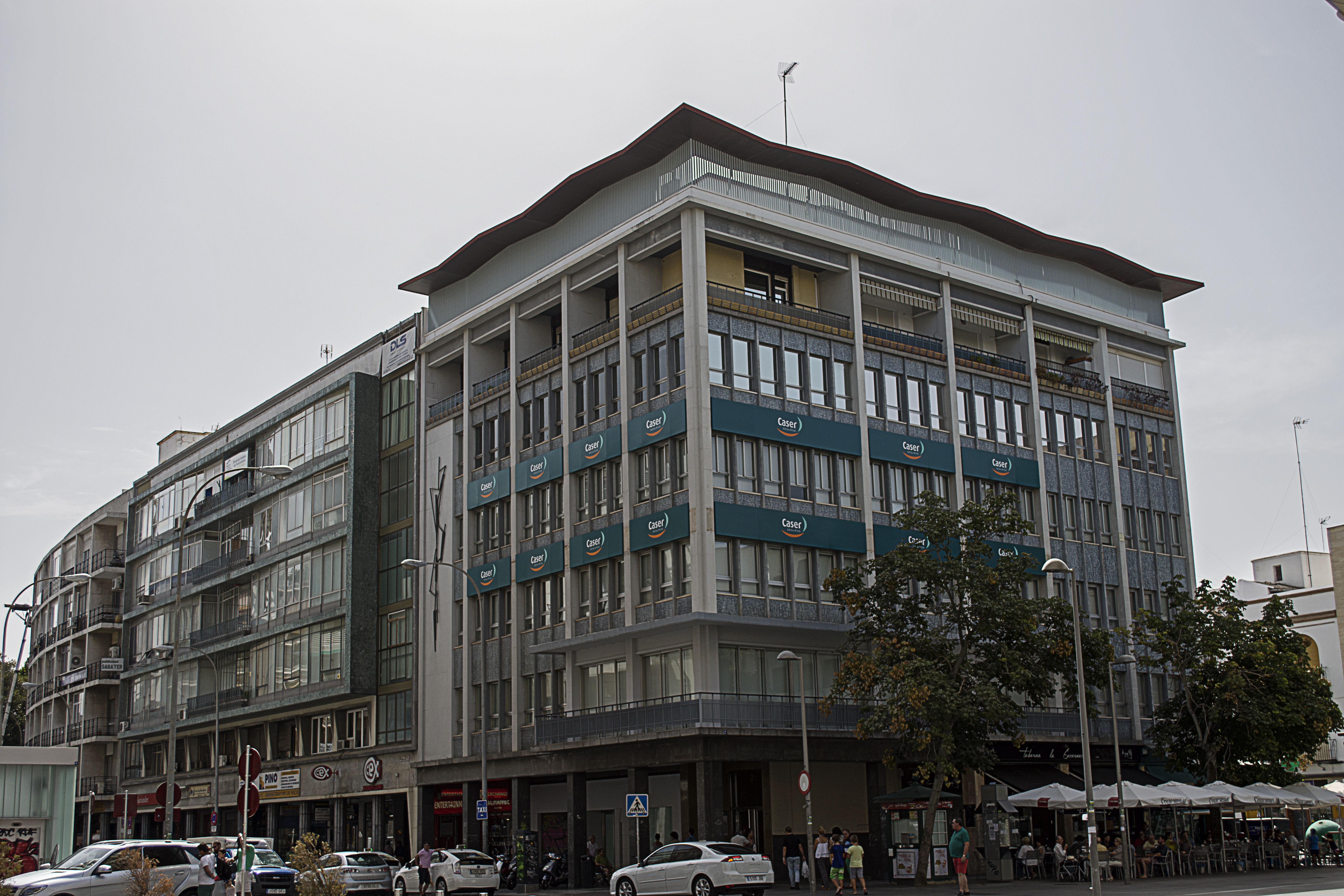
Edificio Caja San Fernando (1957-1961) de los arquitectos Rafael Arévalo Carrasco e Ignacio Costa Vals

El ayuntamiento de la ciudad compró en 1587 varios edificios situados entre esta última plaza y la calle Laraña para proceder a su derribo y ampliar el espacio. En el siglo XVIII se colocó la fuente que actualmente existe. A principio del siglo XIX, durante la invasión francesa, se derribó el convento de la Encarnación, y se construyó en el centro un mercado de tres calles cubiertas de galerías. En 1948 se planteó la ampliación del eje principal de Campana-Osario, por lo que se derribó el tercio meridional del mercado, momento en que renace la plaza ajardinada con la fuente; finalmente lo que restaba del mercado fue demolido en 1973 debido a su estado ruinoso. 
El solar permaneció sin construir desde 1973, usado como aparcamiento en superficie o cochera de autobuses. En el año 2004 se llevó a cabo un concurso internacional de ideas para la rehabilitación de la plaza, que ganó el arquitecto alemán Jürgen Mayer, con el proyecto Metropol Parasol, consistente en una estructura con forma de seis grandes setas.

## Edificios más destacados
- Iglesia de la Anunciación, templo renacentista ubicado en el lateral de la calle Laraña.
- Antiguo edificio Caja San Fernando, calle imagen 2 esquina plaza de la Encarnación. Arquitectos Rafael Arévalo Carrasco e Ignacio Costa Vals. 1957-1961, arquitectura moderna.
- Metropol Parasol